# NGC 5786
NGC 5786 (другие обозначения — ESO 327-37, MCG -7-31-4, IRAS14556-4148, PGC 53527) — галактика в созвездии Центавр.
Этот объект входит в число перечисленных в оригинальной редакции «Нового общего каталога».